# Mkushi
Mkushi – miasto w Zambii, w prowincji Centralnej. Według danych szacunkowych na rok 2010 liczy 15.237 mieszkańców.